# 古利普斯
古利普斯（/dʒɪˈlɪpəs/）是一名公元前5世纪后期伯罗奔尼撒战争中的斯巴达将领。他在导致雅典远征西西里岛失败的过程中起了重要作用。修昔底德对此有详细记载。公元前414年他被派往援助遭雅典围困的叙拉古。公元前413年他催毁了雅典船队以及步军。公元前404年，他因被控贪污而逃亡（一说自尽）。
古利普斯的父亲是全权斯巴达人，但是他的母亲是黑劳士，因此他不是全权斯巴达人。前415年他被派去增援被雅典包围的锡拉库萨。前414年他带领4条船在希梅拉登上西西里岛。雅典将军尼西阿斯没有防止他登陆。他组织当地人的民兵加强自己的力量后向锡拉库萨进发。他说服其它西西里岛城市为他提供军队，这使得他决定解围锡拉库萨。他对围攻军的防御设施进攻，对围攻军造成巨大损失并占领了一座堡垒。次年他又占领了一个堡垒，并击退雅典对锡拉库萨的进攻。随后古利普斯追击撤退的雅典军队，俘虏尼西阿斯。尼西阿斯此后被锡拉库萨人处死。前412年在返回斯巴达的途中他在萊夫卡斯島偶然遇到一支强大的雅典舰队，但是他可以几乎没有损失地逃脱。
色诺芬报道说，前404年伯罗奔尼撒战争结束后古利普斯受命为吕山德把被战胜的雅典的战利品押往斯巴达。古利普斯借机从中偷了一部分。许多记载说此事被发现后他逃亡来避免被处死（波希多尼报道说他自杀）。

## 书籍
- Salvatore Alessandri: Le civette di Gilippo (Plut. Lys. 16-17). 发表在: Annali della Scuola normale superiore di Pisa. Classe di Lettere e Filosofia. 第3集, 第15卷, 第4号, 1985年, 1081–1093页, JSTOR 24306953.
- Luigi Piccirilli: Callicratida, Gilippo e Lisandro erano motaci? 发表在: Civiltà classica e cristiana. 第12卷, 1991年, ZDB-ID 225515-7, 265–269页